# ثاليتا دي جونج
ثاليتا دي جونج (بالهولندية: Thalita de Jong)‏ (و. 1993  م) هي دراجة هولندية، ولدت في بيرخن أوب زووم.

## سجل الفوز

### سباقات أو مراحل فاز بها
| التاريخ        | السباق                                                       | المركز                                                                   |
| -------------- | ------------------------------------------------------------ | ------------------------------------------------------------------------ |
| 14 يوليو 2013  | طواف بريتاني فيمينين 2013                                    |                                                                          |
| 10 أغسطس 2013  | 2013 La Route de France                                      | الخامس في تصنيف أفضل شاب                                                 |
| 09 مارس 2014   | أوملوب فان هيت هاجيلاند 2014                                 | الرابع في التصنيف العام                                                  |
| 13 أبريل 2014  | هيلثي أجينج تور 2014                                         |                                                                          |
| 27 أبريل 2014  | Dwars door de Westhoek 2014                                  | الرابع في التصنيف العام                                                  |
| 17 أغسطس 2014  | طواف النرويج للسيدات 2014                                    | العاشر في التصنيف العام، الثالث في تصنيف أفضل شاب                        |
| 15 سبتمبر 2014 | 2014 Lotto Belisol Belgium Tour                              |                                                                          |
| 01 أغسطس 2015  | Erondegemse Pijl 2015                                        | الأول في التصنيف العام                                                   |
| 08 أغسطس 2015  | سباق الطريق لأقل من سنة للسيدات - بطولة أوروبا للدراجات 2015 |                                                                          |
| 01 يناير 2016  | The Netherlands National Cyclo-cross Championships 2016      |                                                                          |
| 24 أبريل 2016  | Dwars door de Westhoek 2016                                  | السابع في التصنيف العام                                                  |
| 14 أغسطس 2016  | طواف النرويج للسيدات 2016                                    | الأول في تصنيف أفضل شاب، الثاني في التصنيف العام، الثالث في تصنيف النقاط |
| 02 مايو 2021   | جراند بريكس إلسي جاكوبس 2021                                 | الأول في تصنيف الجبال، الخامس في التصنيف العام، السابع في تصنيف النقاط   |
| 03 أكتوبر 2021 | 2021 Grand Prix Beerens                                      | الأول في التصنيف العام                                                   |
| 18 أبريل 2022  | روند دي موسكرون 2022                                         | الأول في التصنيف العام                                                   |
| 06 مارس 2024   | 2024 GP Oetingen                                             |                                                                          |
| 14 مايو 2024   | 2024 Durango-Durango Emakumeen Saria                         |                                                                          |
| 21 يوليو 2024  | 2024 Baloise Ladies Tour                                     |                                                                          |
| 08 سبتمبر 2024 | تور دي آرديش للسيدات 2024                                    | الأول في التصنيف العام، الأول في تصنيف الجبال، الأول في تصنيف النقاط     |
| 21 سبتمبر 2024 | 2024 Tour de la Semois                                       |                                                                          |
| 27 يناير 2025  | 2025 Trofeo Binissalem-Andratx                               |                                                                          |

## روابط خارجية
- ثاليتا دي جونج على موقع الاتحاد الدولي للدراجات (الإنجليزية)
- ثاليتا دي جونج على موقع أرشيف الدراجات (الإنجليزية)
- ثاليتا دي جونج على موقع إحصائيات الدراجات الإحترافية (الإنجليزية)
- ثاليتا دي جونج على موقع نسبة الدراجات (الإنجليزية)
- ثاليتا دي جونج على موقع CycleBase (الإنجليزية)